# 格雷格·弗格斯
格雷戈里·克里斯托夫·弗格斯 PC MP（1969年5月31日—）是一位加拿大政治人物，曾任第38任加拿大眾議院議長（2023年-2025年）。他自2015年起代表聯邦自由党擔任魁北克省加蒂諾的赫爾-艾爾默選區眾議院议员。

## 早年生活和教育
弗格斯的祖父从英国殖民地蒙特塞拉特移民到加拿大。 
弗格斯曾就读于Westpark和Sunnydale公立英语小学，后来就读于Lindsay Place 高中。 教师罢工影响了他的学业后，他的父母决定将他送到私立男子学校塞尔温豪斯学校（Selwyn House School），随后又转到CEGEP马里亚诺波利斯学院（Marianopolis College），后来他在渥太华大学和卡尔顿大学获得了两个学士学位。 
弗格斯于1994年至1996年担任自由党青年團主席，因支持通过一项呼吁自由党支持同性婚姻的动议而受到关注。进入大学并获得社会科学和国际关系学士学位后，他为自由党内阁部长Pierre Pettigrew和Jim Peterson工作。2007年，時任自由黨黨魁狄安任命他为自由党全國理事。 

## 政治生涯
2015年联邦大选中，弗格斯被提名为赫尔-艾尔默选区的自由党候选人，该选区传统上是自由党选区，在上一次选举中输给了新民主党。这次竞选引起了一些争议，時任新民主党议员妮科爾·特梅爾指责弗格斯的竞选活动散布有关她身患绝症的谣言，弗格斯对此予以否认。 弗格斯在新民主党和自由党将势均力敌的情況下以11,000 多张选票當選。
2023年2月，弗格斯因写一封支持电视频道向CRTC申请强制运输的支持信而被发现违反了《利益衝突法》 。 
2023年10月3日，弗格斯當選为第38任下议院议长，成为加拿大历史上第一位担任议长的黑人。 
2023年12月，弗格斯穿着下议院议长服飾，出现在安大略自由党黨魁選舉向臨時黨魁John Fraser致敬的影片中。聯邦保守党和魁人政團议员呼吁弗格斯辞职，因为他违反了议长的公正性。 
2024年4月30日，弗格斯命令了官方反對黨領袖兼保守黨黨魁博勵治離開下議院直到第二天，因為他稱總理為瘋子，並暗示他的毒品合法化政策導致了數千名加拿大人死亡，隨後全體保守黨議員都跟隨博勵治離開議會。這是加拿大歷史上第一次官方反對黨領袖被指示離開眾議院。